# 樫出勇
樫出 勇（かしいで いさむ、1915年〈大正4年〉2月 - 2004年〈平成16年〉6月）は、陸軍軍人、戦闘機操縦者。最終階級は陸軍大尉。新潟県刈羽郡北条村（現・柏崎市）出身。
ノモンハン事件および太平洋戦争末期の本土防空戦において活躍し、B-29爆撃機に対する通算最多撃墜記録を有する。陸軍のエースパイロットである。

## 経歴
- 1934年（昭和9年）2月、陸軍少年飛行兵第1期生として所沢陸軍飛行学校入校。
- 1935年（昭和10年）11月、所沢陸軍飛行学校卒業、明野陸軍飛行学校に入校[1]。
- 1936年（昭和11年）2月、飛行第1連隊に配属[1]。
- 1938年（昭和13年）7月、飛行第59戦隊に転属[1]。
- 1939年（昭和14年）9月、ノモンハン航空戦に参戦。
- 1940年（昭和15年）、飛行第4戦隊に転属[1]。12月、少尉候補者第21期学生として陸軍航空士官学校入校。
- 1941年（昭和16年）7月、陸軍航空士官学校卒業。10月、少尉任官。任官後原隊復帰[1]。
- 1943年（昭和18年）4月、中尉進級。
- 1945年（昭和20年）5月、武功徽章乙種受章[1]。
- 1945年（昭和20年）6月、大尉進級。

## ノモンハン航空戦
日本陸軍とソ連空軍の間に起こったノモンハン航空戦に樫出は参戦しており、5機以上を撃墜する戦果を挙げた。20機以上を撃墜したノモンハンエースは23名おり、その中で篠原弘道准尉、井上重俊大尉、西原吾郎軍曹、3名は九七式戦闘機を駆り戦った撃墜王として有名である。篠原弘道准尉は戦死したが、3ヶ月で58機を撃墜した。

## 本土防空戦のB-29撃墜王

### 屠龍部隊
二式複座戦闘機（愛称「屠龍」）を駆り、1944年（昭和19年）6月16日のB-29による初来襲（八幡空襲）の空戦から終戦までに樫出は北九州に来襲したB-29を26機撃墜したとされる(日本側発表のみによる)。当初は二式複座戦闘機には「屠龍」という愛称は冠されていなかったが、北九州を防衛する防空隊の活躍が日本の一般市民に知られた結果、樫出が所属していた小月の飛行第4戦隊（複戦）と芦屋の飛行第13戦隊を「屠龍部隊」と皆が呼ぶようになり、この名が定着した。また彼らには被撃墜時には必ず敵機を道づれとする信念があったという。
樫出とともに戦った搭乗員の活躍も目覚ましかったとされ、日本側の記録によれば1945年（昭和20年）3月の時点で樫出中尉、木村准尉ともにB-29を18機撃墜、西尾准尉が11機撃墜、藤本軍曹が6機撃墜、佐々大尉、河野軍曹ともに3~4機撃墜、小川中尉、鈴木少尉、馬場曹長、内田曹長、西村軍曹、岩井伍長、辻伍長、横田伍長、筒井伍長ら2機撃墜、4機撃破というものであった。木村少尉は1945年7月14日に戦死してしまったが、樫出は木村少尉のことを自分を上回る技量の持ち主であると評価しており、（B-29撃墜数22機とされる）木村少尉が生きていれば自分を越す撃墜数を挙げていたと語っている。

### 戦果
1944年（昭和19年）8月20日、2度目のB-29大挙来襲に対する邀撃戦において、屠龍戦隊は来襲した80機のうち23機撃墜を報じた。これに対して屠龍戦隊の損害は3機未帰還、5機が被弾という損害であった。一方、アメリカ側の記録では爆撃機61機のうち14機喪失（損耗率23%。交戦以外による損失を含む）で、そのうち航空機による損失が4機（空対空爆撃による1機と体当りによる1機を含む）、対空砲火による損失が1機としており、逆に日本機17機撃墜を報じている。